# ماسائو کوماتسو
ماسائو کوماتسو (انگلیسی: Masao Komatsu; ۱۰ ژانویهٔ ۱۹۴۲ – ۷ دسامبر ۲۰۲۰) بازیگر، صداپیشگی در ژاپن، کمدین، و شخصیت‌های تلویزیونی در ژاپن اهل ژاپن بود.
از فیلم‌ها یا برنامه‌های تلویزیونی که وی در آن نقش داشته‌است می‌توان به سفر به ساحل اشاره کرد.